# سیکلید اسطوخودوسی
سیکلید اسطوخودوسی، سیکلید زنگ‌زده یا سیکلید لاوندر با نام علمی (Iodotropheus sprengerae)، گونه‌ای از سیکلید‌ها و بومی جزایر Boadzulu و Chinyankwazi و مناطق جزیره Chinyamwezi دریاچه مالاوی است. محدوده دمایی ۲۴–۲۶ درجه سانتیگراد را ترجیح می‌دهد.
سیکلیدهای اسطوخودوسی ماهی‌های کشیده‌ای هستند که می‌توانند تا ۱۰٫۸ سانتیمتر (۴٫۳ اینچ) رشد کنند. ماهی‌های جوانان و ماده‌ها قهوه ای زنگ زده هستند، در حالی که نرهای بالغ دارای رنگ بنفش اسطوخودوس هستند.
سیکلیدهای اسطوخودوسی جزو ماهی‌های دهان پرور هستند. ماده‌ها تخم‌های بارور شده را پیش تولد بچه‌ها، چند هفته در دهان خود نگه می‌دارند و پس از تولد و رشد کافی بچه ماهی ما به مرور زمان و پس از چند هفته کم‌کم از مادر دورتر رفته و در نهایت مستقل می‌شوند..

## در آکواریوم
اگرچه این ماهی کاملاً صلح جو نیست، سیکلید اسطوخودوسی یکی از کم تهاجمی‌ترین ماهی‌ها در میان سیکلیدها مبونا به شمار می‌رود. این ویژگی سیکلیدهای اسطوخودوسی را به یک ماهی ایده‌آل آغازگر (ماهی‌هایی که به علت مقاومت بالا، در ابتدای راه‌اندازی آکواریوم برای ایجاد چرخه آب در آن انداخته می‌شوند) برای آکواریوم‌دارانی تبدیل می‌کند که تجربه کمتری در نگهداری ماهی دارند. باید مکان و فضایی برای پنهان شدن فراهم شود، در غیر این صورت، این ماهی توسط ماهی‌های تهاجمی‌تر از خود مورد آزار و اذیت قرار می‌گیرد. این ماهی‌ها همه‌چیزخوار هستند و انواع مختلفی از غذاها را می‌خورند، اما غذاهای گوشتی گاهی می‌تواند سبب مشکلات گوارشی جدی برای آنها شود.